# 음악적 농담
《음악적 농담(Ein Musikalischer Spaß)》은 모차르트가 1787년 6월 14일에 출판한, 두 대의 호른과 현악을 위한 디베르티멘토 K.522에 붙인 제목이다. 의도적으로 우스꽝스럽게 쓴 곡이며 당대의 어설픈 음악가들의 음악을 풍자하기 위해서 쓴 곡이라는 설이 있다.

## 구성
작품은 네 개의 악장으로 되어 있다.
1. Allegro. (소나타 형식)
2. Menuetto and Trio.
3. Adagio cantabile.
4. Presto. (론도 소나타 형식)

고전 시대의 다른 디베르티멘토와 그 구성이 같지만 당시의 청중에게 이 작품이 웃길 수 있었던 점은 다음과 같다.
- 곡의 처음에 비대칭적인 구절법을 썼다는 점 - 모차르트의 시대에는 4마디로 된 악구가 일반적이고 그 외의 것은 리듬적인 긴장을 주기 위해서만 쓰였다.
- 버금딸림화음을 써도 되는 곳에 부속 7화음을 남용한 점 - 고전 시대에는 조바꿈할 때처럼 특수한 상황에만 부속 7화음이 쓰였다.
- 프렌치 호른의 트릴을 사용한 점 - 프렌치 호른의 트릴은 기술적으로 어려우며, 특히 이 곡에서처럼 낮은 음에서 이루어졌을 때에는 우스꽝스러운 소리밖에 나지 않는다.
- 호른의 불협화음을 쓴 점 - 조옮김에 서툰 작곡자나 모르고 엉뚱한 조의 호른을 집어서 연주하는 연주자를 나타낸다.
- 바이올린의 고음에서 온음음계를 사용하여 고음 운지법에 서툰 것처럼 보이게 한 점.

이 곡은 또한 복조를 쓴 지금까지 알려진 최초의 것인데, 마지막 악장의 종지화음에서 안 어울리는 화음을 나타내기 위해서 의도한 것이다.

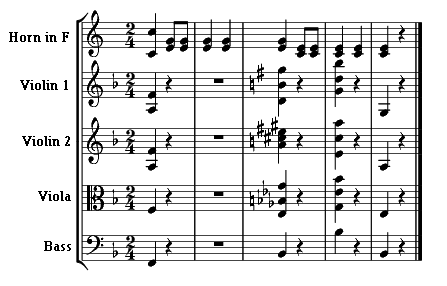
모차르트는 곡의 마지막에 복조를 썼다.

어떤 이론가들은 이 곡이 당대의 서툰 작곡가와 어설픈 연주자를 풍자하기 위해서 쓰였다고 주장한다. 실제로 이 작품을 서툰 작곡가가 썼다는 것을 전제하고 곡을 분석한다면 재밌는 요소를 찾을 수 있다. 특히 동기의 발전이 상투적으로밖에 이루어지지 않았다는 점에서는 곡을 진행시켜야만 한다는 작곡가의 고심이 보이는 것이다. 한편으로는 단순히 재미를 위해서 쓰인 곡이라는 설도 있다.
모차르트는 고전 시대 음악에서 생소한 비대칭적 구절법과 온음음계, 복조와 같은 기법들을 썼는데, 100여 년 뒤인 20세기 초 새로운 음악을 원했던 클로드 드뷔시나 이고르 스트라빈스키같은 작곡가들은 이를 실제 작곡 기법으로 편입한다. 하지만 고전음악 형식 안에서 쓰인 이질적인 요소의 괴리는 아직도 듣는 사람에게 재미를 주며, 모차르트의 유머 감각을 엿볼 수 있게 해 준다.
《음악의 농담》이 출판된 지 두 달이 지나 모차르트는 《아이네 클라이네 나흐트무지크》를 발표하였으며 이 곡은 지금까지도 그의 가장 아름다운 곡 중의 하나로 불리고 있다.

## 같이 보기
- 《음악의 주사위 놀이》